# Монталто Лигуре
Монта̀лто Лѝгуре (на италиански: Montalto Ligure; на лигурски: Möntäto, Монтато) е село в Северна Италия, община Монталто Карпазио, провинция Империя, регион Лигурия. Разположено е на 315 m надморска височина.